# Diocesi di Ubon Ratchathani
La diocesi di Ubon Ratchathani (in latino: Dioecesis Ubonratchathaniensis) è una sede della Chiesa cattolica in Thailandia suffraganea dell'arcidiocesi di Thare e Nonseng. Nel 2022 contava 24.681 battezzati su 7.856.372 abitanti. È retta dal vescovo Stephen Boonlert Phromsena.

## Territorio
La diocesi comprende 7 province thailandesi: Amnat Charoen, Maha Sarakham, Roi Et, Sisaket, Surin, Ubon Ratchathani e Yasothon.
Sede vescovile è la città di Ubon Ratchathani, dove si trova la cattedrale dell'Immacolata Concezione.
Il territorio è suddiviso in 60 parrocchie.

## Storia
Il vicariato apostolico di Ubon fu eretto il 7 maggio 1953 con la bolla Nos quibus di papa Pio XII, ricavandone il territorio dal vicariato apostolico di Thare (oggi arcidiocesi di Thare e Nonseng).
Il 22 marzo 1965 cedette una porzione del suo territorio a vantaggio dell'erezione del vicariato apostolico di Nakhorn-Rajasima (oggi diocesi di Nakhon Ratchasima).
Il 18 dicembre dello stesso anno il vicariato apostolico fu elevato a diocesi con la bolla Qui in fastigio di papa Paolo VI.
Il 2 luglio 1969 per effetto del decreto Cum Excellentissimus della Congregazione per l'evangelizzazione dei popoli ha assunto il nome attuale.

## Cronotassi dei vescovi
Si omettono i periodi di sede vacante non superiori ai 2 anni o non storicamente accertati.
- Claude-Philippe Bayet, M.E.P. † (7 marzo 1953 - 13 agosto 1969 dimesso[1])
- Claude Germain Berthold, M.E.P. † (9 aprile 1970 - 24 maggio 1976 dimesso)
- Michael Bunluen Mansap † (21 maggio 1976 - 25 marzo 2006 ritirato)
- Philip Banchong Chaiyara, C.SS.R. (25 marzo 2006 - 2 dicembre 2023 ritirato)
- Stephen Boonlert Phromsena, dal 2 dicembre 2023

## Statistiche
La diocesi nel 2022 su una popolazione di 7.856.372 persone contava 24.681 battezzati, corrispondenti allo 0,3% del totale.
| anno | popolazione | popolazione | popolazione | presbiteri | presbiteri | presbiteri | presbiteri                | diaconi | religiosi | religiosi | parrocchie |
| anno | battezzati  | totale      | %           | numero     | secolari   | regolari   | battezzati per presbitero | diaconi | uomini    | donne     | parrocchie |
| ---- | ----------- | ----------- | ----------- | ---------- | ---------- | ---------- | ------------------------- | ------- | --------- | --------- | ---------- |
| 1970 | 12.706      | 3.900.000   | 0,3         | 3          | 3          |            | 4.235                     |         | 3         | 130       | 20         |
| 1980 | 17.291      | 6.392.242   | 0,3         | 26         | 5          | 21         | 665                       |         | 24        | 126       | 57         |
| 1990 | 20.371      | 6.967.970   | 0,3         | 34         | 17         | 17         | 599                       |         | 24        | 134       |            |
| 1999 | 23.590      | 7.573.620   | 0,3         | 35         | 24         | 11         | 674                       |         | 14        | 143       | 25         |
| 2000 | 24.310      | 7.725.668   | 0,3         | 35         | 24         | 11         | 694                       |         | 14        | 148       | 25         |
| 2001 | 24.760      | 7.770.793   | 0,3         | 37         | 27         | 10         | 669                       |         | 12        | 154       | 22         |
| 2002 | 24.967      | 7.838.608   | 0,3         | 40         | 30         | 10         | 624                       |         | 12        | 146       | 22         |
| 2003 | 25.201      | 7.841.117   | 0,3         | 42         | 32         | 10         | 600                       |         | 12        | 156       | 24         |
| 2004 | 25.571      | 7.921.032   | 0,3         | 42         | 32         | 10         | 608                       |         | 12        | 161       | 55         |
| 2010 | 26.242      | 7.785.113   | 0,3         | 40         | 32         | 8          | 656                       |         | 13        | 169       | 58         |
| 2014 | 25.905      | 8.010.073   | 0,3         | 40         | 31         | 9          | 647                       |         | 12        | 135       | 60         |
| 2017 | 25.201      | 7.916.177   | 0,3         | 42         | 32         | 10         | 600                       |         | 13        | 132       | 60         |
| 2020 | 24.609      | 7.918.291   | 0,3         | 40         | 36         | 4          | 615                       |         | 7         | 146       | 60         |
| 2022 | 24.681      | 7.856.372   | 0,3         | 36         | 34         | 2          | 685                       |         | 5         | 127       | 60         |